# Lid (ridderorde)
Toen de hervorming van de Orde van Oranje-Nassau in 1993 in de Tweede Kamer werd besproken stelde de regering voor om de drie eremedailles te schrappen en de graad van "lid", in de zienswijze van minister D.IJ W. de Graaf-Nauta een "volwaardige ridderlijke graad" binnen de orde, in te stellen.
De regering zag het als een vervanging, het uitgangspunt van het nieuwe decoratiebeleid zou zijn dat persoonlijke verdiensten bepalend zijn voor het verlenen van een onderscheiding.
De aanduiding lid viel niet bij alle Kamerleden even goed. Er was geen historische traditie waarin men in Nederland als lid deel van een ridderorde werd. Het Kamerlid Franssen van de VVD amendeerde het wetsvoorstel onder andere met een amendement waarin geen lid maar een "erekruis" werd toegevoegd. De minister heeft dit amendement ontraden omdat het voorbij ging aan de wens om, anders dan bij de eremedailles het geval was geweest, de leden ook werkelijk deel van de orde te laten zijn. Het amendement werd verworpen.
De eerste leden in de Orde van Oranje-Nassau werden in april 1996 benoemd. Zoals er ridders in de Orde van Oranje-Nassau met de Zwaarden zijn, zo zijn er ook leden met de Zwaarden.
In de Engelstalige landen is de graad van "member" in de nomenclatuur van ridderorden zeer gebruikelijk. De meer exclusieve orden spreken meestal van een "companion" of "knight".

## Dagelijks gebruik

De baton van een ridder in de Laotiaanse
Orde van de Miljoen Olifanten en de Witte Parasol

De knoopsgatversiering of het "lintje" van een lid in een ridderorde is overal ter wereld een eenvoudig strikje. Ook op een baton op een uniform vindt men de kleur van het lint terug. De batons van de leden is bij sommige orden smaller dan die van de hoogste graden van dezelfde orde.
Soeverein ·
Grootmeester ·
Kanselier ·
Kapittel ·
Grootprior ·
Baljuw ·
Heraut ·
Wapenkoning ·
Ordeketen ·
Bijzondere Klasse ·
Grootkruis ·
Grootlint ·
Grootofficier ·
Commandeur ·
Officier ·
Ridder Grootkruis van Eer en Devotie ·
Rechtsridder ·
Ridder van Obediëntie ·
Ridder van Eer en Devotie ·
Ridder van Gratie en Devotie ·
Ridder van Magistrale Gratie ·
Eredame ·
Dame ·
Ridder ·
Lid ·
Expectant ·  
Medaille